# 普拉姆希爾 (伊利諾伊州)
普拉姆希爾（英語：Plum Hill）是位於美國伊利諾伊州華盛頓縣的一個非建制地區。該地的面積和人口皆未知。

## 地理
普拉姆希爾的座標為38°21′46″N 89°30′31″W / 38.36278°N 89.50861°W，而該地的平均海拔高度為144米（即472英尺）。